# To Catch a Thief
To Catch a Thief is een Amerikaanse romantische thriller uit 1955, gebaseerd op de roman van David Dodge. Het is de 46ste film van regisseur Alfred Hitchcock met in de hoofdrollen Grace Kelly en Cary Grant.

## Verhaal
Het verhaal speelt zich af aan de Franse Rivièra en gaat over een beruchte voormalige juwelendief, John Robie (Cary Grant). Robie heeft het stelen achter zich gelaten en leeft al jaren rustig in zijn villa. Maar dan maakt een reeks opzienbarende juwelendiefstallen een einde aan alle rust. De onbekende dief imiteert tijdens zijn inbraken de werkwijze van Robie zó precies, dat de politie gelooft dat Robie de dader is.
Voor John Robie zit er niets anders op dan aan toekomstige arrestaties te ontsnappen en tegelijkertijd de nieuwe, na-apende juwelendief te ontmaskeren. Om hem op heterdaad te betrappen speurt Robie naar het meest waarschijnlijk volgende slachtoffer, de schatrijke Amerikaanse weduwe Mrs. Stevens, die een unieke collectie briljanten bezit en op het moment met haar dochter Frances (Grace Kelly) in een van Cannes' meest luxueuze hotels logeert.
John Robie voelt zich meteen tot de knappe, wereldwijze Frances aangetrokken, en ook Frances steekt haar gevoelens voor hem niet onder stoelen of banken. Dit heeft een heleboel flirterige kat-en-muisspelletjes tot gevolg. Toch laat hij zich niet van zijn taak afleiden. Humoristische en spannende complicaties wisselen elkaar af, gevolgd door de ontmaskering van de werkelijke dief. Nu staat Frances en John niets meer in de weg en kunnen ze ongestoord en zonder narigheid hun aanwakkerende romance voortzetten.

## Rolverdeling
| Acteur              | Personage         |
| ------------------- | ----------------- |
| Cary Grant          | John Robie        |
| Grace Kelly         | Frances Stevens   |
| Jessie Royce Landis | Jessie Stevens    |
| John Williams       | H. H. Hughson     |
| Charles Vanel       | Bertani           |
| Brigitte Auber      | Danielle Foussard |
| Jean Martinelli     | Foussard          |
| Georgette Anys      | Germaine          |

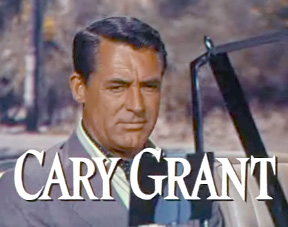

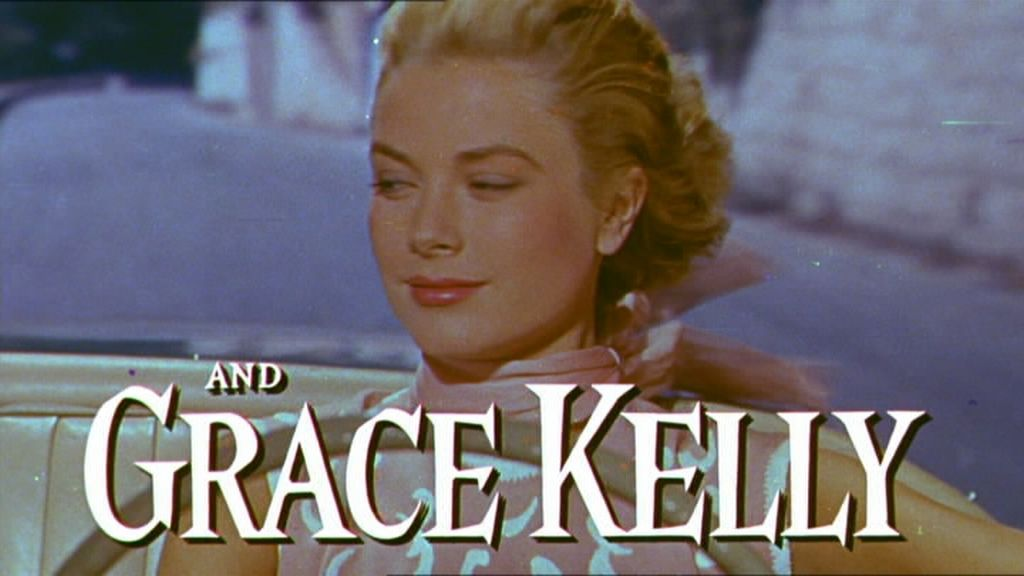

Zoals in bijna al zijn films heeft Hitchcock een cameo. Ongeveer 10 minuten na het begin van de film stapt Cary Grant in de bus en gaat hij achterin naast Hitchcock zitten.

## Achtergrond
Hitchcock kocht de filmrechten op de roman van David Dodge uit 1952 voor 15.000 dollar. Tijdens het draaien van Rear Window gaf hij scenarist John Michael Hayes opdracht het boek te verwerken naar een scenario. Hayes verbleef hiervoor twee weken in het Carlton Hotel in Cannes. Hayes en Hitchcock geraakten het niet eens over het einde van de film en uiteindelijk schreef de scenarist 27 alternatieve eindes. Hitchcock verkocht de filmrechten aan Paramount Pictures voor 105.000 dollar.
Hitchcock beschouwde deze film als een lichtgewicht in zijn oeuvre maar zag hierin een goede reden om het filmkoppel Cary Grant en Grace Kelly samen te brengen. Het was Hitchcocks doel om in deze film Grace Kelly's verschillende kanten te belichten, namelijk de, op het eerste gezicht koele, blondine die toch een warm en flirterig karakter bezit. Deze visie op Kelly is nooit vollediger gerealiseerd dan in To Catch a Thief, maar was in Rear Window al te zien. In deze film is het karakter dat Kelly speelt aangepast om haar eigenschappen beter uit te laten komen. 
De kostuums voor beide hoofdrolspelers werden verzorgd door costumière Edith Head. Zij kreeg een groot budget voor de garderobe van Grace Kelly, die een van de rijkste vrouwen van Amerika speelde.
De film werd in de zomer van 1954 opgenomen op locatie in Frankrijk. Sommige opnamen werden gehouden in de buurt van Grace Kelly's latere woonplaats Monaco. Eenmaal is Monaco op de achtergrond te zien. In tegenstelling tot wat later soms werd beweerd, heeft Kelly tijdens deze opnamen (zomer 1954) geen ontmoeting gehad met haar toekomstige echtgenoot prins Rainier III van Monaco. Ze ontmoette Rainier het jaar daarop, toen ze aanwezig was op het filmfestival van Cannes. Door het slechte weer liepen de opnamen vertraging op. Bovendien waren veel dialogen van buitenopnamen door het slechte weer niet verstaanbaar. Om niet nog meer vertraging op te lopen behield Hitchcock een scène op het strand van Cannes maar werd de dialoog vervangen door muziek. Ook het slechte Engels van enkele Franse acteurs, zoals Charles Vanel, zorgde voor vertraging. Bijgevolg werd een deel van de film alsnog in een studio in de Verenigde Staten gedraaid.

### Verdere informatie en weetjes
- Hitchcock en Kelly vermaakten zich tijdens het filmen van To Catch a Thief met woordspelletjes.

### Fouten in de film
Ondanks Hitchcocks precisie zit er toch een aantal kleine foutjes in de film:
- Tijdens een scène in een auto leunt Grace Kelly de verkeerde kant op terwijl ze aan het stuur draait. Dit was waarschijnlijk omdat Cary Grant het stuur van haar overnam zonder dat de camera het registreerde. Grace had haar bril niet op en reed volgens Grant heel gevaarlijk.
- Op de lijst van juwelenbezitters staat de kamer van Mevrouw Stevens aangegeven als 541, maar in een scène waarin John Robie Frances en haar moeder naar hun kamers begeleidt, zijn de nummers op hun kamerdeuren 623 en 625.
- John zegt in een scène dat hij zijn kleren bij Danielle achterlaat, maar iets later op een bloemenmarkt, draagt hij weer dezelfde kleding.
- Als Hughson John een lijst aangeeft met juwelenbezitters, pakt John hem aan met zijn rechterhand, maar in het volgende shot heeft hij de lijst plotseling in zijn linkerhand.

## Prijzen en nominaties
| jaar | prijs                                        | categorie                           | genomineerde(n)                                                     | uitslag     |
| ---- | -------------------------------------------- | ----------------------------------- | ------------------------------------------------------------------- | ----------- |
| 1955 | Gouden Leeuw op het filmfestival van Venetië | -                                   | Alfred Hitchcock                                                    | genomineerd |
| 1956 | Academy Award                                | Beste cinematografie – kleur        | Robert Burks                                                        | gewonnen    |
| 1956 | Academy Award                                | Beste Art Direction                 | Hal Pereira, Joseph McMillan Johnson, Samuel M. Comer, Arthur Krams | genomineerd |
| 1956 | Academy Award                                | Beste kostuumontwerp                | Edith Head                                                          | genomineerd |
| 1956 | WGA Award                                    | best geschreven Amerikaanse komedie | John Michael Hayes                                                  | genomineerd |